# La grande fuga
La grande fuga (The Great Escape) è un film del 1963 diretto da John Sturges.
Il film è basato sul libro di Paul Brickhill, pilota australiano della Royal Australian Air Force, il cui Supermarine Spitfire venne abbattuto in Tunisia nel marzo 1943. Brickhill fu successivamente internato in Germania al campo di concentramento per ufficiali Stalag Luft III a Sagan (ora Żagań, in Polonia, ma allora nella tedesca Bassa Slesia), dove partecipò alla realizzazione di un tunnel destinato all'evasione dal campo.
Paul Brickhill scrisse altri testi da cui furono tratti i film: I guastatori delle dighe e Il cielo è la mia meta (storia di Sir Douglas Bader) da cui è tratta la pellicola Bader il pilota.

## Trama
Nel 1942, le forze del Terzo Reich della Germania nazista di Hitler stanno ultimando le operazioni finali di cattura delle truppe degli Alleati, tra cui un gruppo di prigionieri inglesi condotti al campo di prigionia tedesco di Stalag Luft III, gestito dalla Luftwaffe e creato per ospitare tutte le cosiddette "mele marce" raccolte dopo vari tentativi di fuga cercando tuttavia, per volere del  colonnello von Luger, di creare condizioni "umane" per disincentivare i prigionieri dal ripetere tentativi di evasione. Fin da subito tra i prigionieri emerge la figura dello squadron leader della RAF Roger Bartlett, chiamato in codice X1, sospettato a ragione dai tedeschi di essere a capo di una organizzazione dedita a favorire e organizzare le fughe per creare disordine e destabilizzazione tra le forze tedesche. Dopo un breve colloquio con il group captain Ramsey, comandante dei prigionieri e ufficiale alleato più alto in grado, Bartlett decide di effettuare un tentativo di fuga massiccio, basato sulla realizzazione di tre tunnel (denominati "Tom", "Dick" e "Harry") che dovrebbero consentire l'evasione di circa 250 prigionieri.
L'organizzazione della fuga viene pianificata e realizzata meticolosamente, grazie anche all'individuazione di alcune figure chiave, tra cui uno scassinatore, uno specialista in tunnel (il tenente Velinski), un falsario, un falegname e un sarto; inoltre viene messa in piedi una massiccia rete di collaboratori che predispone documenti, abiti civili, cartine, biglietti ferroviari, razioni di viveri e quanto altro si renda necessario. Durante i festeggiamenti organizzati dai prigionieri americani per ricordare il Giorno dell'Indipendenza il tunnel "Tom" viene però scoperto dalle guardie dello Stalag. Tra gli americani, il capitano Virgil Hilts, esperto pilota di bombardieri decide di tentare la fuga da solo, ma si metterà al servizio dell'organizzazione dopo l'uccisione di un prigioniero suo amico, lo scozzese Archibald Ives al quale erano saltati i nervi alla scoperta del tunnel e si era avventato verso i reticolati finendo sotto il fuoco di una torretta di guardia.
Per non rischiare ulteriori ritardi, l'organizzazione concentra le proprie forze su un solo tunnel, il più avanzato. Durante la notte prescelta per la fuga, si scopre che l'uscita del tunnel risulta troppo arretrata rispetto al previsto, ovvero a circa otto metri dai primi alberi che circondano il campo di concentramento. Non è comunque possibile rimandare il tentativo, poiché tutti i documenti e biglietti riportano la data del giorno stesso, pertanto la fuga ha inizio e decine di prigionieri iniziano ad inoltrarsi nel bosco vicino. Sono 76 i prigionieri che riescono a uscire dal campo attraverso il tunnel Harry prima che le guardie, sentito un rumore prodotto da un prigioniero, diano l'allarme e blocchino il tunnel facendo irruzione nel locale di ingresso. Un paio di prigionieri vengono catturati allo sbocco del tunnel.
Diretti verso diverse destinazioni, quali la Francia, la Svizzera e la Spagna, i prigionieri in fuga vengono braccati dalla Gestapo e dalla Wehrmacht; molti espedienti davvero ingegnosi vengono messi in atto dai fuggiaschi ed alcuni sono uccisi, ma la maggior parte di loro viene nuovamente catturata, compresi Bartlett e i suoi uomini. Bartlett, nonostante la padronanza del francese, viene smascherato, sebbene alla stazione ferroviaria venga salvato in un primo momento dal sacrificio del capitano di corvetta Eric Ashley-Pitt. Soltanto in due riescono a raggiungere una nave, scendendo lungo il fiume in una barca. In cinquanta saranno passati per le armi dalla Gestapo. Anche il tenente Colin Blythe rimarrà ucciso, dopo che l'aereo rubato da lui e dal suo compagno di fuga precipita per un guasto. 11 prigionieri ripresi dalla Wehrmacht e dalla Luftwaffe sono riportati al campo, oltre a questi anche Hilts, protagonista di una rocambolesca fuga in moto fino al confine svizzero, finita sui reticolati dopo alcuni salti acrobatici. Il comandante del campo viene destituito e probabilmente subirà un processo sommario. Nella realtà saranno diversi dei fuggiaschi a riparare oltre i confini controllati dai tedeschi.

## Produzione

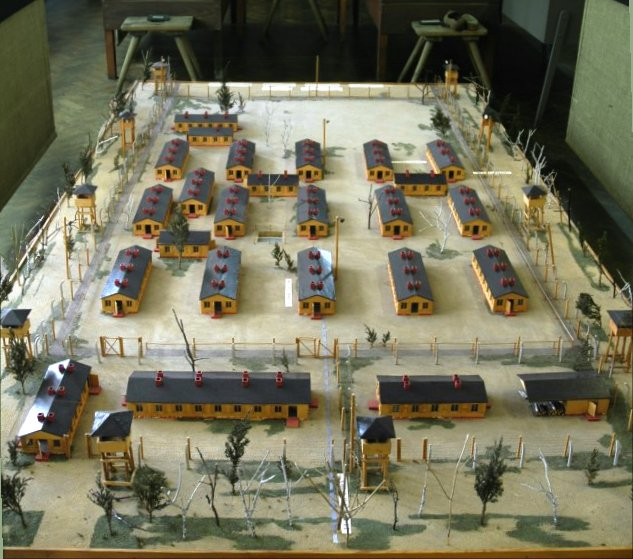
Modello del set usato per filmare La grande fuga. Mostra una versione in scala di un singolo blocco nello Stalag Luft III. Il modello fa parte di un museo vicino a dove era locato il campo di prigionia.

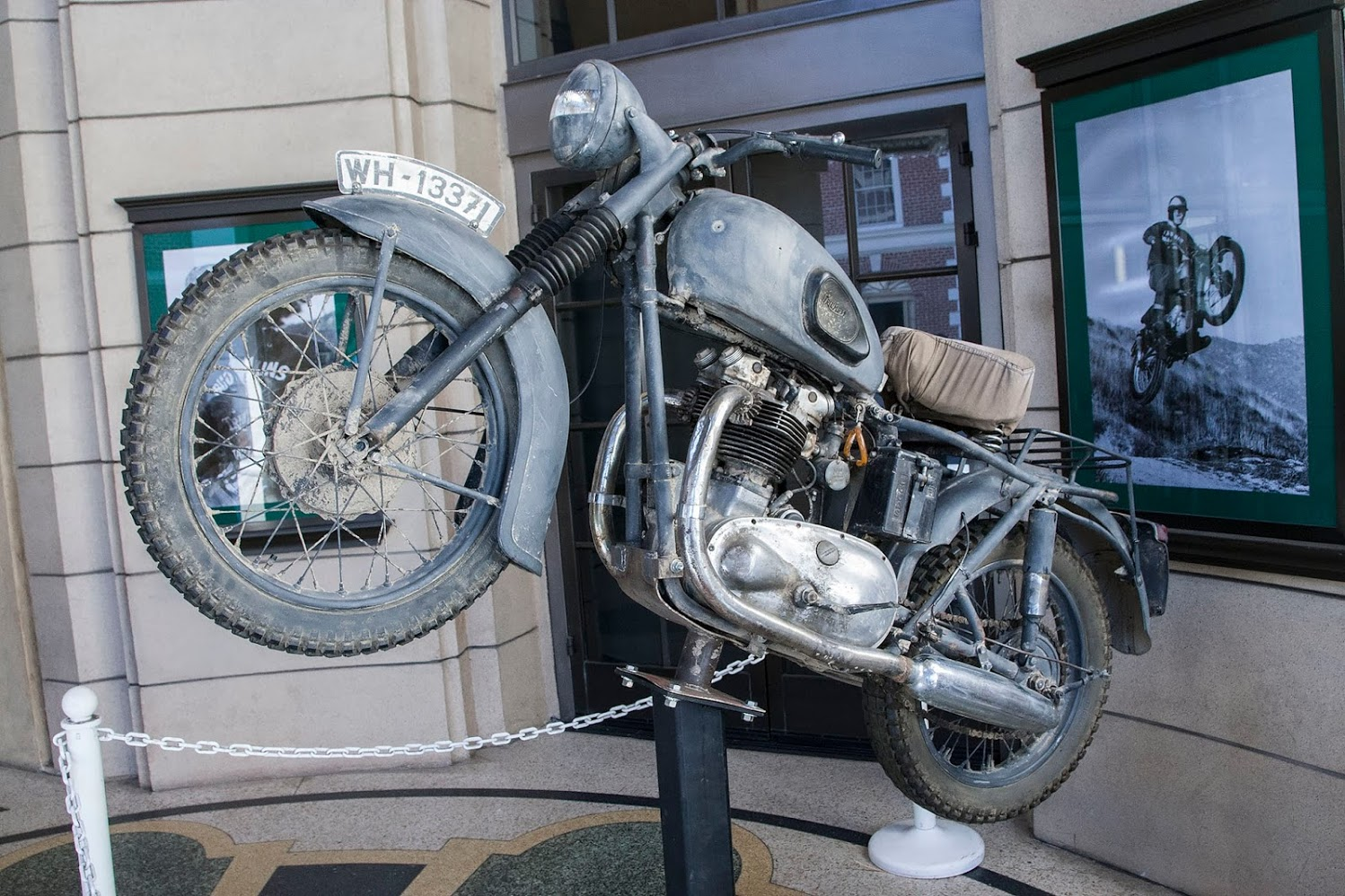
La moto Triumph TR6 usata da Bud Ekins per le riprese acrobatiche nel film.

### Cast
Charles Bronson, che prima di essere un attore era stato un minatore, diede alcuni consigli al regista John Sturges su come scavare in maniera eccellente durante le riprese. Donald Pleasence, durante la Seconda guerra mondiale, venne realmente catturato e fatto prigioniero dai tedeschi. Richard Attenborough, lo squadron leader Roger Bartlett "Big X", era stato inquadrato nella RAF come parte della Film Unit e in questa veste partecipò a varie missioni sulla Germania al posto del mitragliere di coda; durante l'addestramento si procurò un danno permanente all'orecchio ma venne nominato sergente.
Il ruolo dei prigionieri statunitensi fu molto ampliato dalla produzione, anch'essa statunitense, e non vi fu nella realtà nessuna fuga in moto o in aeroplano; i prigionieri che realizzarono la fuga erano in realtà tutti inglesi o dell'Impero britannico.

### Riprese
Il film fu girato interamente in Europa, con un intero set che riproponeva lo Stalag Luft III costruito vicino a Monaco di Baviera. Gli esterni per le sequenze della fuga furono girati nella contea del Reno e nelle aree presso il Mare del Nord, alcune scene della fuga a piedi degli attori Gordon Jackson e Richard Attenborough furono girate a Füssen, mentre le scene sulla motocicletta Triumph TR6 Trophy (verniciata di nero senza gli stemmi laterali per renderla più simile alle moto tedesche della Wehrmacht) guidata da Steve McQueen furono girate tutte nei dintorni di Pfronten-Berg con la bella chiesa di Sankt Nikolaus che, in alcune scene prima del salto del reticolato, appare spesso sullo sfondo. Il salto del reticolato con la moto non fu effettuato da Steve McQueen, che era un pur valido motociclista, ma da Bud Ekins, suo amico e compagno di squadra nel team USA di moto Enduro di quegli anni.
Tutti gli interni furono girati presso gli studi della Bavaria Film a Monaco. Quando gli interni del Bavaria Studio si dimostrarono troppo piccoli, la squadra di produzione ottenne il permesso dal governo tedesco di girare in un parco nazionale. Al termine delle scene gli alberi danneggiati furono rimessi in sesto dalla troupe stessa.

## Distribuzione
La pellicola è stata presentata in anteprima mondiale il 20 giugno 1963 a Londra.

### Data di uscita
Alcune date di uscita internazionali nel corso del 1963 sono state:
- 4 luglio 1963 negli Stati Uniti (The Great Escape)[9]
- 29 agosto 1963 in Germania Ovest (Gesprengte Ketten)[10]
- 6 settembre 1963 in Italia[11]
- 11 settembre 1963 in Francia (La grande évasion)[12]

## Accoglienza

### Botteghino
Si è classificato al 6º posto tra i primi 100 film di maggior incasso della stagione cinematografica italiana 1963-1964.

### Critica
La critica ha accolto positivamente la pellicola apprezzando, soprattutto, la capacità di non concedere un attimo di tregua nonostante la lunga durata. Questo grazie al buon lavoro del regista che ha saputo miscelare sapientemente azione, guerra e avventura. Tra le tante e brave stelle presenti viene attribuita una nota di merito al simpatico e coraggioso personaggio interpretato da Steve McQueen.

## Riconoscimenti
- 1964 - Premio Oscar
  - Candidatura per il miglior montaggio a Ferris Webster
- 1964 - Golden Globe
  - Candidatura come miglior film drammatico
- 1963 - Moscow International Award
  - Miglior attore protagonista a Steve McQueen
- 1964 - Laurel Awards
  - Miglior film drammatico
  - Miglior attore protagonista a Steve McQueen